# مايلز أوكونور (لاعب هوكي الجليد)
مايلز أوكونور هو لاعب هوكي الجليد كندي، ولد في 2 أبريل 1967 في كالغاري في كندا.

## وصلات خارجية
- مايلز أوكونور على موقع دوري الهوكي الوطني (الإنجليزية)
- مايلز أوكونور على موقع قاعة مشاهير الهوكي (لاعب أن.إتش.أل) (الإنجليزية)
- مايلز أوكونور على موقع EliteProspects.com (الإنجليزية)
- مايلز أوكونور على موقع HockeyDB.com (الإنجليزية)
- مايلز أوكونور على موقع Hockey-Reference.com (الإنجليزية)